# Alassani Nassirou
Alassani Nassirou – togijski piłkarz grający na pozycji obrońcy. W swojej karierze grał w reprezentacji Togo.

## Kariera klubowa
W swojej karierze piłkarskiej Nassirou grał w klubie AC Sèmassi.

## Kariera reprezentacyjna
W 1984 roku Nassirou został powołany do reprezentacji Togo na Puchar Narodów Afryki 1984. Na tym turnieju zagrał w jednym meczu grupowym, z Wybrzeżem Kości Słoniowej (0:3).